# Lažiště
Lažiště jsou obec v okrese Prachatice v Jihočeském kraji. Leží zhruba šest kilometrů severozápadně od Prachatic. Leží v Šumavském podhůří (podcelek Vimperská vrchovina, okrsek Bělečská vrchovina), v povodí Žárovenského potoka, který je levostranným přítokem řeky Blanice. Žije zde 318 obyvatel.

## Historie
První písemná zmínka o obci pochází z roku 1352.

## Obyvatelstvo
| Rok            | 1869 | 1880 | 1890 | 1900 | 1910 | 1921 | 1930 | 1950 | 1961 | 1970 | 1980 | 1991 | 2001 | 2011 | 2021 |
| -------------- | ---- | ---- | ---- | ---- | ---- | ---- | ---- | ---- | ---- | ---- | ---- | ---- | ---- | ---- | ---- |
| Počet obyvatel | 360  | 377  | 401  | 398  | 369  | 396  | 382  | 291  | 268  | 255  | 287  | 308  | 316  | 293  | 292  |
| Počet domů     | 46   | 55   | 62   | 63   | 66   | 67   | 69   | 75   | 65   | 71   | 72   | 75   | 102  | 107  | 116  |

## Obecní správa
V letech 1961–1990 k obci patřily Drslavice, Chlístov, Švihov a Zábrdí a v letech 1961–1991 také Škarez 1. díl.

### Obecní symboly
Znak a vlajka byly obci uděleny rozhodnutím předsedy Poslanecké sněmovny Parlamentu České republiky dne 9. prosince 2015.

## Pamětihodnosti
- Kostel svatého Mikuláše z 12. století.[10] Jiné zdroje uvádějí, že kostel byl postaven v 1. polovině 13. století.[11][12]
- Roubené domy (památkově chráněny jsou usedlosti čp. 6, 9, 15, 16, 20 a 22)
- Kříž na západ od obce

## Sport
- FK Lažiště
- 2 fotbalová hřiště, posilovna, tenisové kurty